# Areca guppyana
Areca guppyana är en enhjärtbladig växtart som beskrevs av Odoardo Beccari. Areca guppyana ingår i släktet Areca och familjen Arecaceae. Inga underarter finns listade i Catalogue of Life.

## Bildgalleri

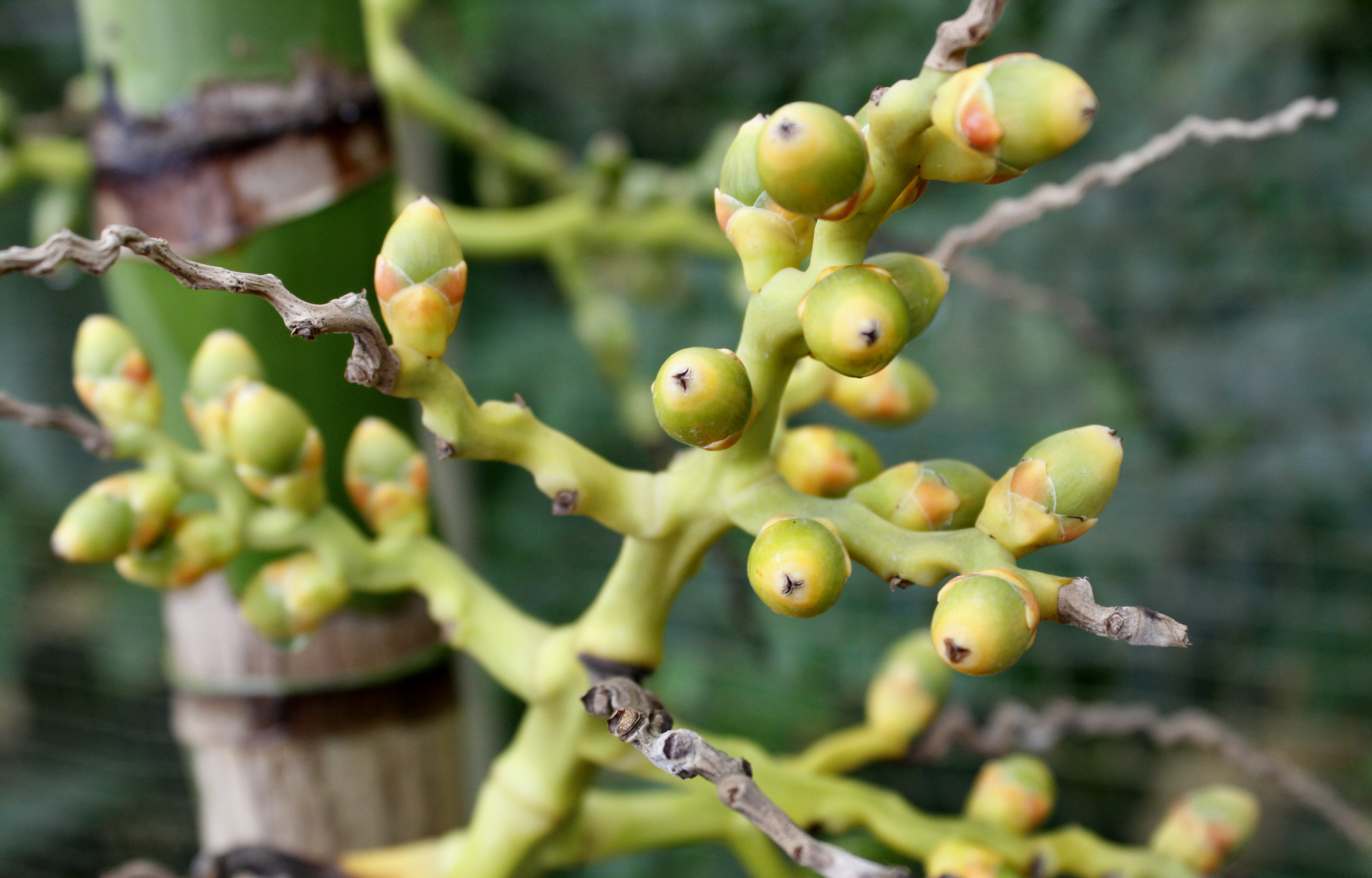
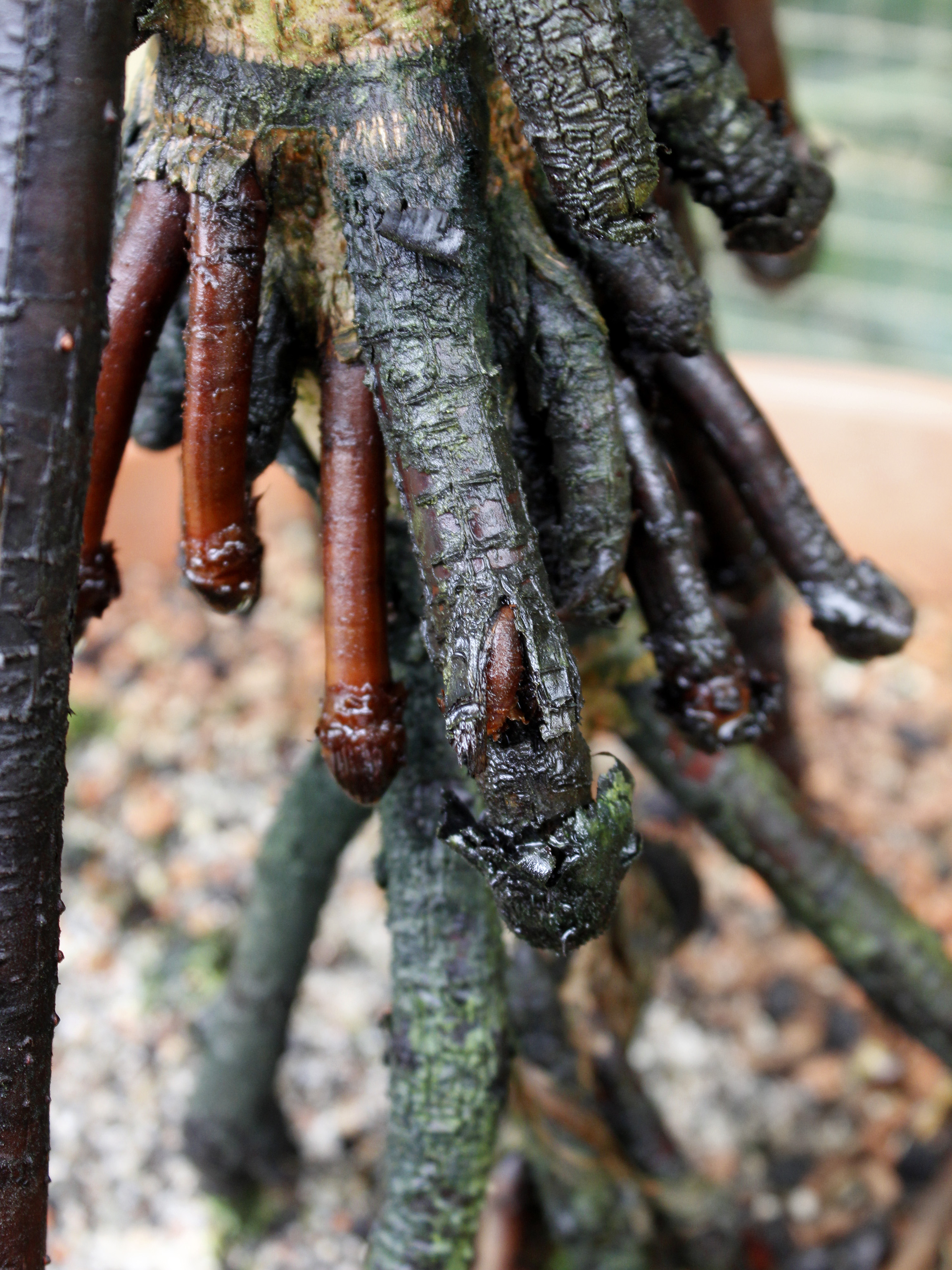
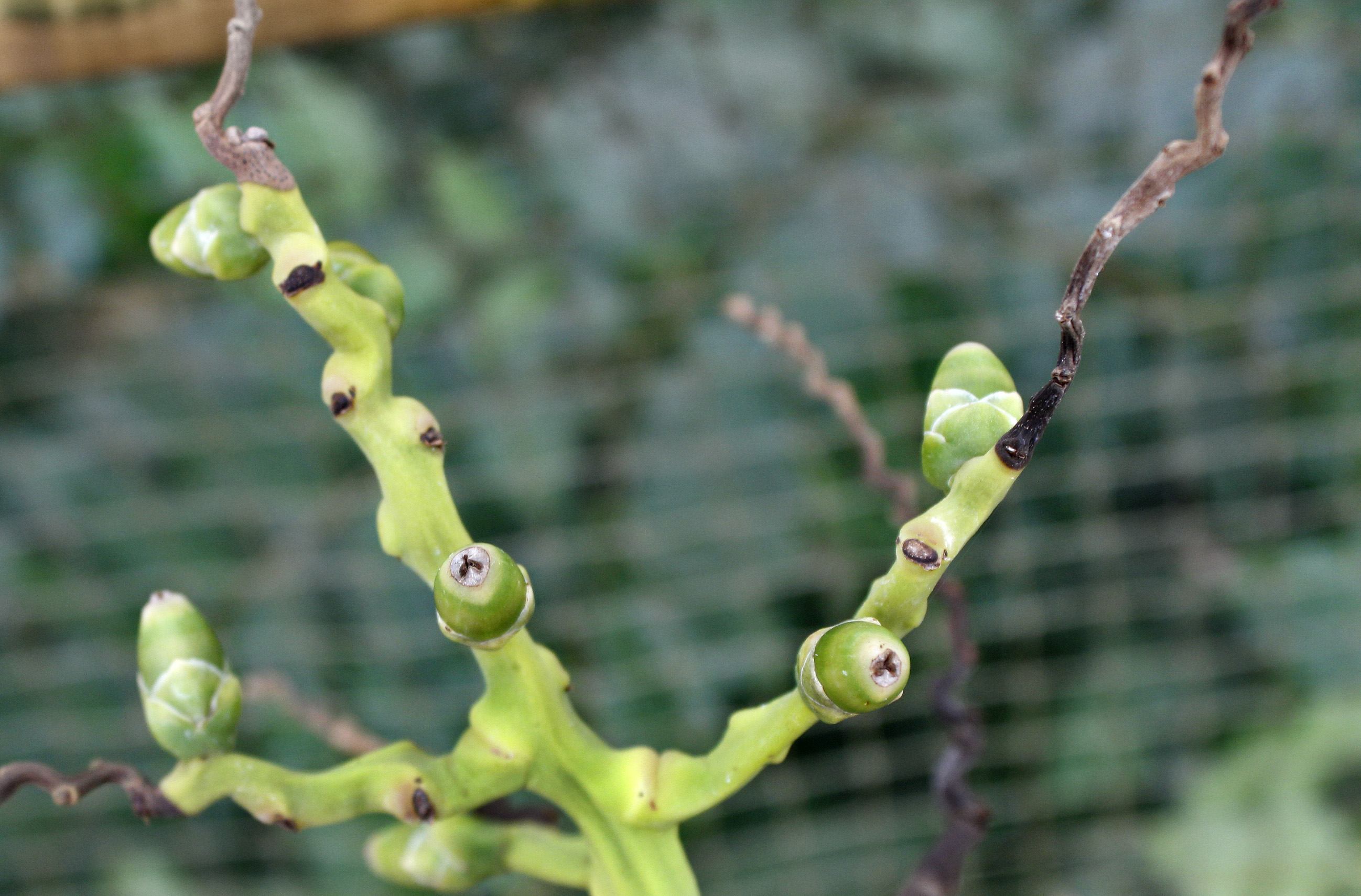
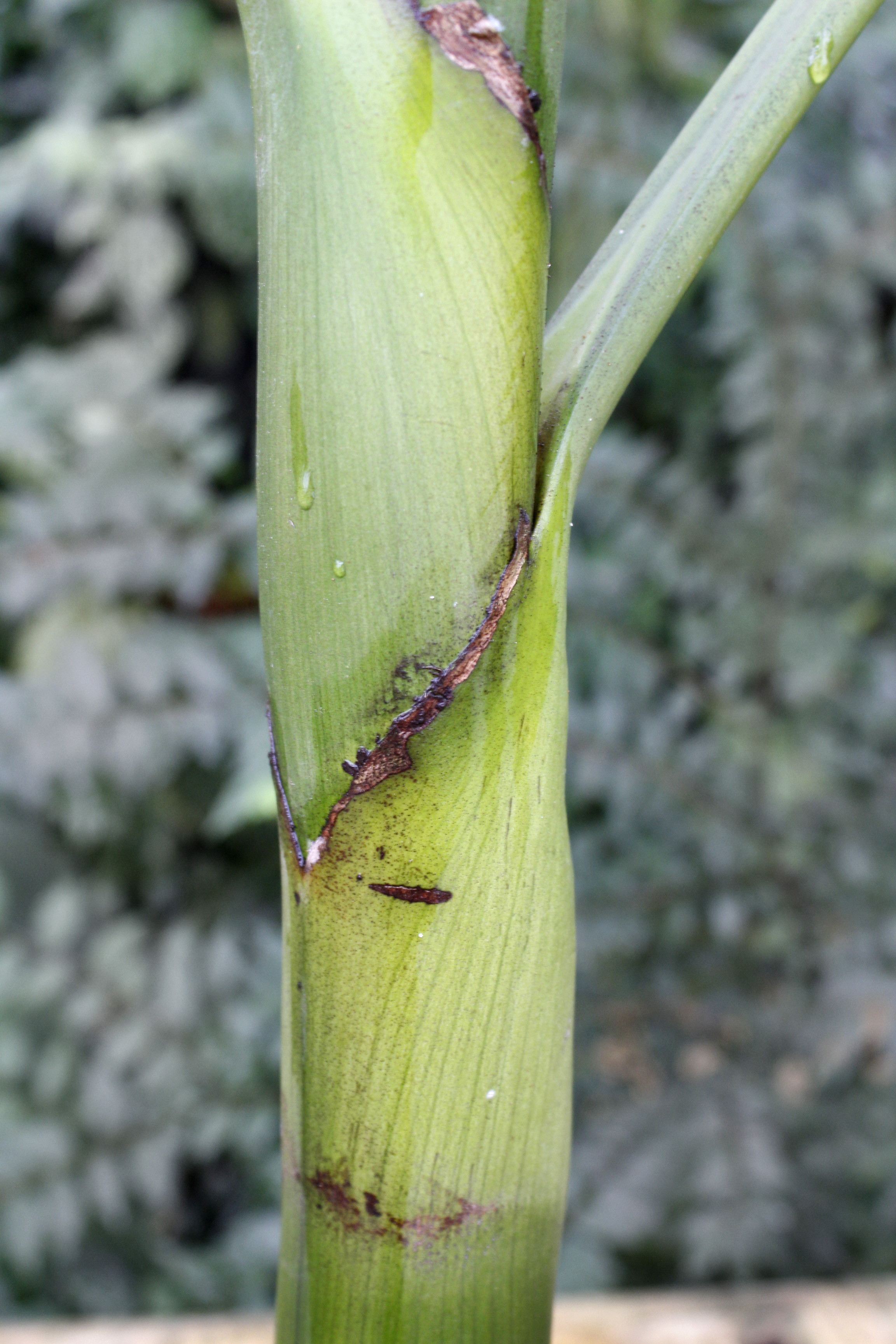